# Police (film, 1985)
Pour les articles homonymes, voir Police.
Pour plus de détails, voir Fiche technique et Distribution.
Police est un film français, réalisé par Maurice Pialat, sorti sur les écrans en 1985.

## Synopsis
Mangin (Gérard Depardieu), un flic à la fois brutal et honnête, misogyne et sensible, voit sa vie bouleversée par sa rencontre avec Noria (Sophie Marceau), ex-petite amie d'un trafiquant de drogue incarcéré. Leur histoire d'amour insolite est axée autour du trafic de drogue dans le quartier de Belleville à Paris. Après avoir volé l'argent de son clan, Noria est en danger.

## Fiche technique
- Titre : Police
- Réalisation : Maurice Pialat
- Assistants réalisateur : Bertrand Arthuys, Didier Creste, Jean-Luc Olivier et Michel Acerbo
- Scénario, adaptation et dialogues : Catherine Breillat, Sylvie Danton, Jacques Fieschi, Maurice Pialat, d'après une idée originale de Catherine Breillat.
- Directeur de la photographie : Luciano Tovoli
- Cadreur : Jacques Loiseleux
- Décors : Constantin Mejinski
- Costumes : Malika Brahim
- Montage : Yann Dedet
- Son : Bernard Aubouy et Laurent Poirier
- Mixage : François Musy et Hervé Le Roux
- Musique : Henryk Gorecki
- Production : Gaumont, TF1 Films Production
- Producteurs délégués : Emmanuel Schlumberger, Daniel Toscan du Plantier
- Directeur de production : Jean-Claude Bourlat
- Distribution : Gaumont
- Genre : drame, policier
- Durée : 113 minutes
- Date de sortie : 
  - France : 4 septembre 1985

## Distribution
- Gérard Depardieu : Mangin
- Sophie Marceau : Noria
- Richard Anconina : Lambert
- Pascale Rocard : Marie Vedret
- Sandrine Bonnaire : Lydie
- Frank Karoui : René
- Jonathan Leïna : Simon
- Jacques Mathou : Gauthier
- Yann Dedet : Dédé
- Artus de Penguern : un inspecteur

## Production
Malgré des moyens importants dont Pialat n'est pas coutumier, le tournage de Police fut pour le moins mouvementé : disputes entre Pialat et Anconina, relation tendue aussi avec Sophie Marceau car le réalisateur veut la surprendre et la déstabiliser (elle refusera d'ailleurs d'assurer la promotion du film et se plaindra que Depardieu lui ait assené de vraies claques…) pour obtenir un jeu différent d'elle, jusqu'à Sandrine Bonnaire à qui Pialat, irrité par son manque de disponibilité lors du tournage, décide d'accorder seulement un tout petit rôle. Le film rencontra pourtant un vrai succès populaire.
Lors du premier interrogatoire de Noria par Mangin, ce dernier est à la fois brutal et moqueur ce qui provoque les pleurs de Noria. Lors du tournage de la scène, Pialat a tellement mis la pression sur Sophie Marceau, multipliant les prises, qu'elle pleurait réellement. Dans le cadre de l'affaire Gérard Depardieu elle s'est ensuite plainte d'une attitude grossière de sa part, alors qu'elle était âgée de 19 ans, il aurait cherché à l'humilier. Elle explique aussi qu'il n'agressait pas sexuellement les « grandes actrices » mais plutôt les « petites assistantes »,.
À propos de son actrice principale, Pialat déclare dans les Cahiers du cinéma : « Marceau, je n'ai pas peur de le dire, même si ça passe pour de la faiblesse, c'est quelqu'un qui m'impressionne, qui m'intimide. »

### Scénario
Le scénario a été rédigé par Catherine Breillat à partir d'un travail d'observation effectué dans les milieux de la drogue à Belleville. Elle a repris tels quels des témoignages recueillis par des policiers, qu'elle avait entendus au commissariat. Elle a en même temps écrit un livre à partir de ce travail, ce qui a vexé Pialat qui l'a renvoyée, avant de se raviser. La dernière scène du film a été écrite par Jacques Fieschi.

## Hommage
La scène au cours de laquelle Depardieu se fige devant la Une d'un magazine sur laquelle figure la photo de François Truffaut est un hommage au cinéaste disparu au moment du tournage.

## Polémiques
Après le tournage, Sophie Marceau raconta dans la presse l'attitude violente de Maurice Pialat et Gérard Depardieu à son égard, ce dernier lui mettant des gifles non-simulées lors des scènes de bagarre, ou s'amusant à manger de l'ail avant les scènes de baiser, le réalisateur quant à lui multipliant les menaces physiques.

### Radio
- Série « Claude-Jean Philippe, passeur de cinéma », « À propos de "Police" de Maurice Pialat », Les nuits de France Culture, le 22 mai 2022 (rediffusion du Cinéma des cinéastes de Claude-Jean Philippe du 15 septembre 1985)